# Sociedade Goiana de Cultura
A Sociedade Goiana de Cultura é uma entidade não governamental sem fins lucrativos criada por Dom Fernando Gomes dos Santos, primeiro arcebispo da Arquidiocese de Goiânia, em 1958. 
Finalidades
- Fazer presente na história e na cultura o Evangelho de Jesus Cristo.
- Colaborar com a promoção da dignidade da pessoa humana e os direitos dela decorrentes, defendendo a vida humana desde a concepção, em permanente atenção às orientações emanadas dos organismos eclesiais.
- Participar do processo de transformação da sociedade, ajudando a formar a consciência crítica e a responsabilidade social da pessoa humana, enquanto agente de seu crescimento e do desenvolvimento da comunidade da qual faz parte.
- Ajudar a construir uma sociedade em que o saber, a convivência e os esforços humanos sejam envolvidos, iluminados e motivados por valores morais e espirituais, que apontem sentido e finalidade dignificantes para o mundo, para a sociedade e para a própria pessoa humana.
- Valorizar e assumir toda o trabalho como construtor da dignidade humana e fundamento seguro da sociedade justa, fraterna e libertadora.
- Empreender e apoiar os esforços de conscientização, mobilização e organização das camadas populares.
- Aprofundar, difundir e transformar em práticas sócio-pedagógicas e político-culturais os ensinamentos da Igreja sobre a educação, especialmente os contidos na Constituição Apostólica Ex Corde Ecclesiae.
- Formar profisisonais competentes, lideranças efetivas, agentes comprometidos com as finalidades da SGC e com a prática da justiça social.

## Lema
- Cultura, educação e comunicação à serviço da vida e da esperança.